# Saint-Aubin-d'Écrosville

Saint-Aubin-d'Écrosville este o comună în departamentul Eure, Franța. În 1 ianuarie 2022 avea o populație de 749 de locuitori.